# Die Feuerzangenbowle
Poncz (niem. Die Feuerzangenbowle) – niemiecka komedia filmowa z 1944 roku w reżyserii Helmuta Weissa, zrealizowana według powieści pod tym samym tytułem autorstwa Heinricha Spoerla. Produkcji towarzyszy motto, iż „ów film jest tak naprawdę pieśnią pochwalną szkoły, lecz jest całkiem możliwe, że szkoła tego nie zauważy”.

## Fabuła
Przy grzanym winie (tytułowym Feuerzangenbowle) krąg starszych panów opowiada sobie wzajemnie historie z czasów szkolnych. Młody, odnoszący sukcesy pisarz dr Johannes Pfeiffer (Heinz Rühmann) zazdrości jego przyjaciołom radości i przeżyć, jakich doświadczyli w szkole. On sam nie miał takiej możliwości, gdyż był wychowywany przez nauczyciela domowego. Jego przyjaciele postanawiają więc przebrać go za ucznia, aby ten mógł pójść na kilka tygodni do prawdziwej szkoły, mianowicie do gimnazjum w Babenbergu.
Przybywając na miejsce, wynajmuje on umeblowany pokój i idzie do szkoły jako uczeń ostatniej klasy, podając się za Hansa Pfeiffera. Szybko staje się lubiany w swojej klasie i robi za swoimi kolegami coraz to nowe żarty nauczycielom Creyowi (zwanemu wąs), Bömmelowi oraz dyrektorowi Knauerowi. Przykładowo na pytanie nauczyciela, czy jego nazwisko pisze się przez jedno f, czy przez dwa, Pfeiffer ironicznie odpowiada, że przez trzy, ku zadowoleniu całej klasy. Jego ekstrawagancka dziewczyna podąża jego śladem i próbuje mu wrócić rozum do głowy, jak to sama określa, gdyż wychodzi z założenia, że ten zwariował. Daje się on jej początkowo namówić, by wrócić z nią z powrotem do Berlina, w ostatniej chwili postanawia jednak zostać w szkole i pozwala Marion samej odjechać. Z biegiem czasu zakochuje się w 17-letniej Ewie, córce dyrektora i ujawnia jej swoją prawdziwą tożsamość. Ta jednak nie bierze jego słów na poważnie. Zraniony odrzuceniem, postanawia sprowokować jego wyrzucenie ze szkoły. Zaprasza więc jedną ze starszych klas dziewczęcych z sąsiedniej szkoły na zajęcia. Sam przebrał się w międzyczasie za profesora Craya (prawdziwy profesor spóźnił się na zajęcia, gdyż Pfeiffer przestawił jego zegarki w domu).
Tego samego dnia gimnazjum odwiedza radca szkolny, aby sprawdzić kwalifikacje profesora Creya do prowadzenia jego własnej szkoły. Kiedy kolegium nauczycielskie orientuje się, że Pfeiffer, przebrany za Creya, prowadzi za niego zajęcia, dyrektor błaga go, aby ten kontynuował i dalej odgrywał swoją rolę, zapewniając, że go za to nie ukarze. W momencie, w którym radca, wysoce zadowolony ze sposobu prowadzenia lekcji, chce odjeżdżać, wbiega prawdziwy profesor Crey i staje naprzeciwko Pfeiffera. Radca radzi obu panom, aby się porozumieli co do tego, kto jest prawdziwym profesorem Creyem i opuszcza szkołę. Pfeiffer kończy swoją maskaradę i oczekuje, że zostanie wyrzucony ze szkoły za swoje występki, jednak dyrektor waha się, gdyż dał mu słowo, że pozostanie bezkarny. Wyraźnie skonsternowany Pfeiffer postanawia prosić o rękę Ewę, córkę dyrektora, i ujawnia kolegium nauczycielskiemu swoją prawdziwą tożsamość. Ci są zmieszani i obawiają się, że Pfeiffer, będąc pisarzem, napisze o nich książkę.
Film kończy się monologiem Pfeiffera, już tego dorosłego, tak jak to miało miejsce na początku filmu. Wyjaśnia on, że wszystko co zostało do tej pory powiedziane zostało zmyślone od A do Z – szkoła, dyrektor, nauczyciele i młoda Ewa – oraz, dodaje ironicznie, nawet on sam. Tylko scena z grzanym winem była prawdziwa – mówi.

## Postacie

### Hans Pfeiffer
Dr Johannes Pfeiffer jest znakomitym dramaturgiem z Berlina, który nigdy nie chodził do szkoły, gdyż pobierał lekcje w domu. Nostalgiczne wspomnienia szkolne jego przyjaciół uświadamiają mu, że coś go ominęło i decyduje się na pójście do gimnazjum w fikcyjnym mieście Babenberg. Przedstawia się on tam jako Hans Pfeiffer, nazwiskiem pisanym przez trzy f, – jednym przed ei oraz dwoma tuż za nimi.

### Nauczyciele
Nauczyciele są w filmie sparodiowani według różnych stereotypów i stylów nauczania. Professors Bömmel i Crey reprezentują odpowiednio style liberalne i demokratyczne, lecz żaden z nich nie jest w stanie uzyskać odpowiedniego szacunku u uczniów. Ten wyczyn udaje się nauczycielowi Brettowi, który nie pojawia się w książce, a w filmie reprezentuje popularny w tamtym okresie autorytarny styl. Przesadzone dziwactwa nauczycieli, a zwłaszcza ich dialekt, są łatwym celem do wyśmiewania przez uczniów. Kilka ich przydomków bazuje na ich wyglądzie. Dyrektor Knauer przykładowo, jest znany jako Zeus, podczas gdy profesor Crey jest nazywany wąsem.

### Kobiety
Grają centralną rolę w fabule i życiu Pfeiffera. Jego przyjaciółka Marion to pewna siebie, nowoczesna kobieta mieszczańska. Podróżuje do Babenbergu, aby uświadomić Pfeifferowi jego szalone czyny i zabrać go do Berlina. Odmawia on, a ta grozi, że się z nim rozstanie. Tworzy to z niej „niegrzeczną niewiastę”, zgodnie z ówczesnymi ideologiami, ganiącymi wyemancypowane i zmysłowe kobiety, jak Marion. Ostatecznie traci ona Pfeiffera, gdy ten zakochuje się w 17-letniej Ewie, córce dyrektora, która ucieleśnia idealną „dziewczynę z sąsiedztwa”.

## Kultowy status filmu
Od 1980 roku film stał się kultowy na wielu niemieckich uniwersytetach. W czasie pokazów w audytoriach uniwersyteckich, w początkowych dniach grudnia, studenci przynoszą ze sobą różne rekwizyty, aby móc uczestniczyć w pokazach, podobnych do tych z The Rocky Horror Picture Show. Przykładowo publika włącza alarmy w zegarkach, w tym samym czasie, gdy rozlegają się one w filmie, oraz zapala latarki, kiedy Heinz Pfeiffer używa lusterka kieszonkowego, aby pokazać drogę wędrówki Gotów na mapie, pomagając wywołanemu do odpowiedzi koledze z klasy. W 2006 roku ponad 10 000 studentów brało udział w takim pokazie w samej tylko Getyndze.

## Literatura
- Entertainment and Ideology in National-Socialist Film, Deutsches Filminstitut DIF e.V., na stronie filmportal.de
- Karsten Witte; Michael Richardson (translation), 1998: How Fascist Is The Punch Bowl? In: New German Critique, No. 74, Special Issue on Nazi Cinema, s. 31–36.
- Entertainment and Ideology in „Die Feuerzangenbowle”, Deutsches Filminstitut DIF e.V.,
- Barbara Miller, 2007: Die Garanten der Moral, w: Das Parlament, No. 01–02.
- Sven Maier: Die Feuerzangenbowle, filmstarts.de
- Britta Mersch: Uni-Kultfilm „Feuerzangenbowle” w: Spiegel Online, 18 grudnia 2006